# Regent Taxi and Transport Co. c. Congrégation des Petits Frères de Marie
 (mai 2024).
Regent Taxi and Transport Co. c. Congrégation des Petits Frères de Marie (1929) est un arrêt de principe de la Cour suprême du Canada dans le domaine de la responsabilité civile au Québec.

## Contexte factuel
Le frère Henri-Gabriel de la congrégation des frères maristes est grièvement blessé dans un accident de taxi. Le chauffeur de taxi s’est arrêté à une station d’essence et a demandé cinq gallons d’essence. Cependant, il a mal calculé la quantité d’essence qui pouvait entrer dans le réservoir. En conséquence, l’essence s’est déversée à l’intérieur de la voiture et la présence d’un tuyau surchauffé a causé un incendie. Puisque les graves brûlures du frère Henri-Gabriel ont été causées par la faute civile du chauffeur de taxi, un employé de la compagnie Regent Taxi, une poursuite est intentée contre la compagnie par la congrégation des frères maristes. 
La compagnie de taxi s’objecte que les frères de la congrégation n’ont pas le droit de la poursuivre en raison du libellé de l’art. 1056 (1)C.c.B.C qui limite la compensation aux ascendants, aux descendants et au conjoint de la victime. L'affaire est portée en appel devant la Cour suprême. 

## Décision
Les frères maristes ont gain de cause devant la Cour suprême. 

## Motifs du jugement
Selon la Cour suprême le mot « autrui » de l’art. 1053 C.c.B.C. doit être interprété de manière large, de manière à reconnaître la poursuite de la congrégation. La Cour suprême cite l’auteur de doctrine François Langelier pour défendre sa position : « Pour que celui qui n’a pas souffert directement de la faute d’un autre ait une action en dommages, il suffit qu’il ait eu un intérêt actuel, moral ou matériel, à ce que cette faute ne soit pas commise. »  Elle déclare également que, hormis l’exigence que la victime décède, rien dans l’art. 1056 (1) C.c.B.C. ne laisse croire qu’on cherche à réduire la portée de l’art. 1053 C.c.B.C. 

## Conséquences
Cet arrêt de principe de la Cour suprême a fait évoluer le droit québécois vers une plus large reconnaissance des droits des victimes par ricochet. Bien qu’il concerne l’ancien code civil, il reste pertinent en droit québécois contemporain, lequel tend à accepter le recours d’une victime par ricochet dès qu’elle fait une preuve suffisante de son lien personnel avec la victime immédiate
Toutefois, malgré l'arrêt Regent Taxi, un courant jurisprudentiel d'interprétation restrictive a subsisté en droit québécois. Face à ce courant restrictif, la Cour suprême a été obligée de réaffirmer l'arrêt Regent Taxi en 1978 dans l'affaire Hôpital Notre-Dame et Théoret c. Laurent. 